# 48 Librae
48 Librae, som är stjärnans Flamsteed-beteckning, är en ensam stjärna belägen i den östra delen av stjärnbilden Vågen. Den har en minsta skenbar magnitud på 4,95 och är svagt synlig för blotta ögat där ljusföroreningar ej förekommer. Baserat på parallaxmätning inom Hipparcosuppdraget på ca 7,0 mas, beräknas den befinna sig på ett avstånd på ca 470 ljusår (ca 143 parsek) från solen. Den rör sig närmare solen med en heliocentrisk radiell hastighet på –7,5 km/s. Stjärnan är en trolig medlem i den övre Skorpiusgruppen i Scorpius-Centaurus-associationen, med en ålder på cirka 11 miljoner år. 

## Egenskaper
48 Librae är en blå till vit skalstjärna i huvudserien av spektralklass B3 Vsh,. Den har dock klassificerats olika, som B3 V, B5 IIIp-skal He-n, B6 p-skal, B4 III, B3 IV: e-skal och B3 skal av olika källor. Enligt normen för en skalstjärna, roterar den mycket snabbt med en beräknad rotationshastighet på 400 km/s och närmar sig eller överskrider 80 procent av den kritiska hastigheten. Detta ger stjärnan en uttalad tillplattad form med en ekvatorialradie som beräknas vara 43 procent större än den polarradien. Den har en massa som är ca 6 gånger större än solens massa, en radie som är ca 4 gånger större än solens och utsänder från dess fotosfär ca 1 100 gånger mera energi än solen vid en effektiv temperatur av ca 7 600 K.
48 Librae är en variabel stjärna med beteckningen FX Librae som varierar i skenbar magnitud från 4,74 till 4,96 och klassificeras som eruptiv variabel av Gamma Cassiopeiae-typ (GCAS). Den har en omgivande gasformig skiva som sträcker sig till minst 15 gånger stjärnans radie och ligger nästan i linje med siktlinjen från jorden, med en uppskattad lutning av 85° ± 3°. Någon gång mellan 1931 och 1935 blev skivan aktiv och har förblivit så sedan den tiden och blivit föremål för flera studier. Den ovanliga asymmetrin hos emissionslinjerna i dess spektrum har lett till att den har klassificerats som en superjätte av typ B8 Ia/Ib av SIMBAD och andra. Denna asymmetri visar på ett kvasiperiodiskt beteende av den typ som finns i ungefär en tredjedel av alla Be-stjärnor, med en period på ca 10 till 17 år. Denna variation kan uppstå från precessionen av en enarmad densitetsvåg i gasskivan.